# Lawrence Roberts
Lawrence Edward Roberts III (Houston, Texas, 20. listopada 1982.) je američki profesionalni košarkaš i bivši NBA igrač. Igra na poziciji krilnog centra, a trenutačno je član srpskog Partizana.

## Profesionalna karijera
Nakon sveučilište odlučio se je 2005. prijaviti na NBA draft, a u 2. krugu drafta (55. ukupno) izabrala ga je momčad Sonicsa. Nikada nije zaigrao za Seattle jer je ubrzo zamijenjen u Memphis Grizzliese za dva picka drugog kruga sljedećeg drafta i novčanu naknadu. Nakon dvije godine provedene u Grizzlisima, u lipnju 2007. potpisuje dvogodišnji ugovor s grčkim Olympiacosom. U Grčkoj je proveo samo 3 mjeseca jer je ubrzo otpušten, a u rujnu te iste godine potpisuje jednogodišnji ugovor sa srpskom Crvenom zvezdom. Nakon isteka ugovora, 25. rujna 2009. pozvan je u trening kamp Indiana Pacersa. Međutim,  nije prošao na probi, pa se nakon poziva srpskog Partizana vratio u Europu.

## Vanjske poveznice
- Profil na NBA.com
- Profil naBasketball-Reference.com
- Profil na NLB.com